# 波缘楤木
波缘楤木（学名：Aralia undulata）为五加科楤木属的植物，为中国的特有植物。分布于中国大陆的湖南、广西、广东、四川等地，生长于海拔500米至1,000米的地区，见于密林中以及山谷疏林下，目前尚未由人工引种栽培。